# Пик, Грета
Грета Пик (нидерл. Margaretha "Gretha" Pieck, 16 августа 1898, Амстердам — 31 марта 1920, провинция Утрехт, Нидерланды) — нидерландская художница.

## Биография
Пик родилась 16 августа 1898 года в Амстердаме. Её отец, Антони Пик (1865–1925), был художником. Её сестра Адриана «Адри» Якоба Пик (1894–1982) была художницей, как и её двоюродный брат Антон Франциск Пик (1895–1987). Она училась у Тона де Йонга и Виллема Книпа.
Грета и Адри выставлялись вместе и имели общую студию. Пик была членом Объединения художников Святого Луки.
Пик умерла от испанского гриппа 31 марта 1920 года в Мартенсдейке в возрасте 21 года. Её работы находятся в коллекции Городского музея Амстердама.

## Галерея

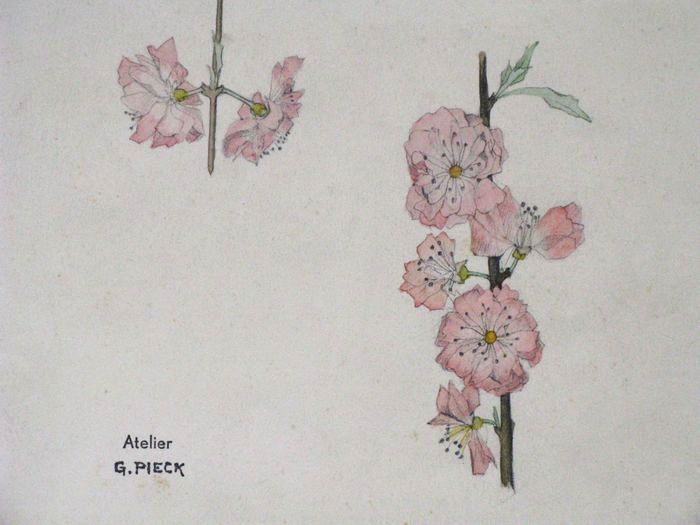
aquarel van bloemen, 1915
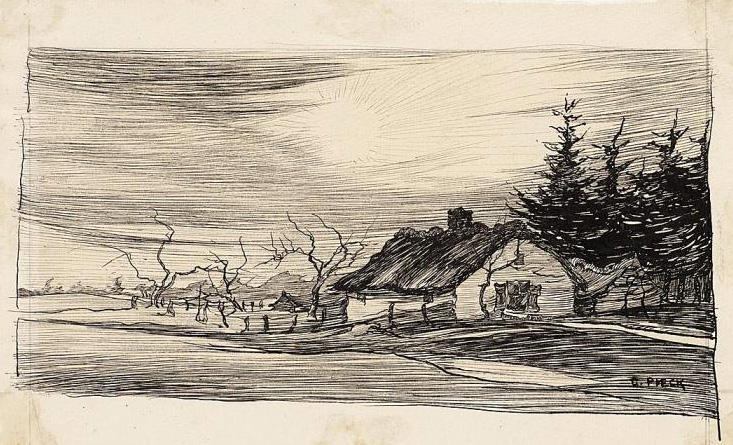
Zandpad naar Vuursche, 1915